# Acacia retinodes
Espèce
Classification phylogénétique
Acacia retinodes Schltdl., le Mimosa des quatre saisons ou Mimosa d'été, parfois appelé Mimosa résineux, est une espèce de plantes à fleurs de la famille des Fabaceae. C'est un petit arbre trouvé dans le sud de l'Australie (Australie-Méridionale, Victoria, Tasmanie).

## Galerie

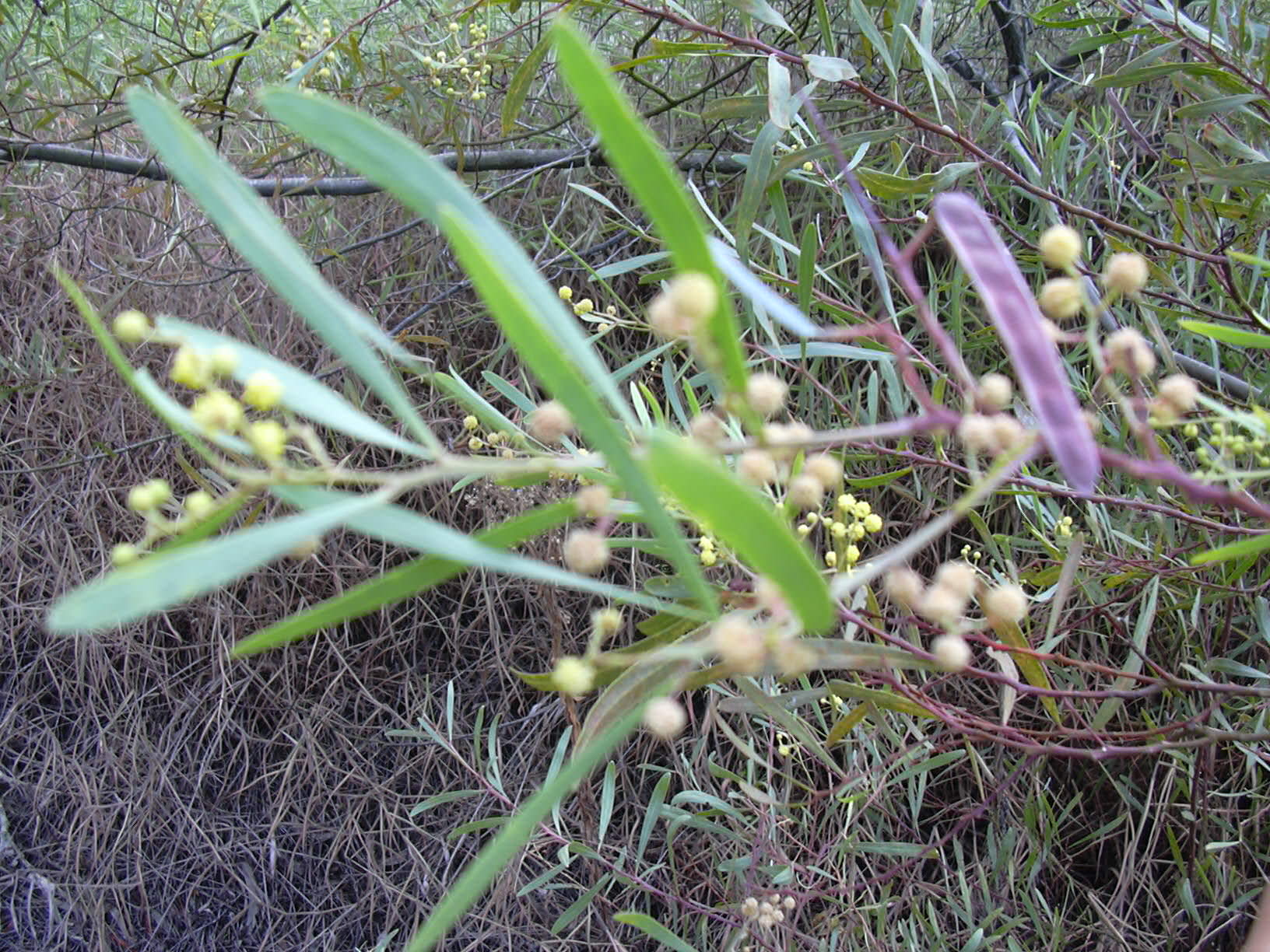
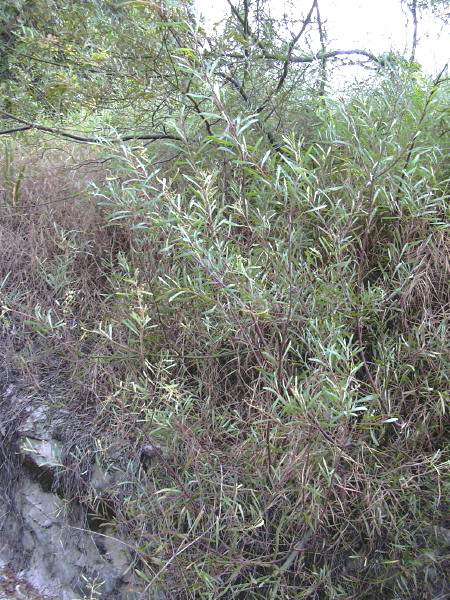
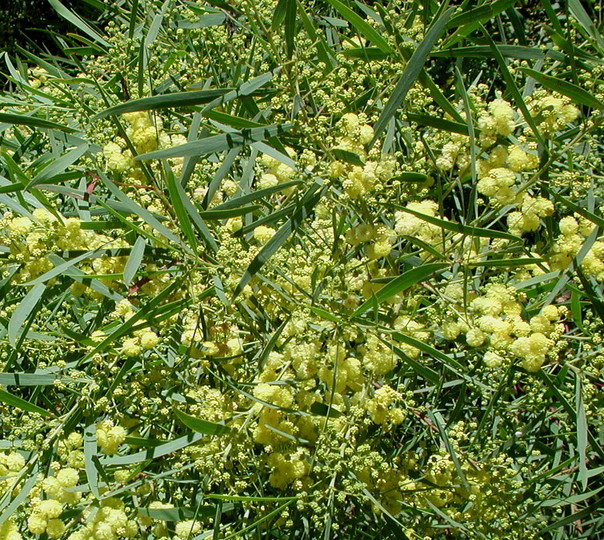

## Description
Comme son nom vernaculaire l'indique, il peut fleurir à plusieurs périodes de l'année.
Il a aussi la particularité de supporter les sols calcaires, contrairement à la plupart des autres espèces, d'où son emploi fréquent comme porte-greffe.

### Caractéristiques
- organes reproducteurs :
  - Type d'inflorescence : racème simple
  - répartition des sexes : hermaphrodite
  - Type de pollinisation : entomogame
  - Période de floraison : juin à juillet
- graine :
  - Type de fruit : gousse
  - Mode de dissémination : barochore
- Habitat et répartition :
  - Habitat type : bois méditerranéens sempervirents
  - Aire de répartition : introduit (Australie)

données d'après : Julve, Ph., 1998 ff. - Baseflor. Index botanique, écologique et chronologique de la flore de France. Version : 23 avril 2004. 

## Synonymes
- Acacia floribunda sensu auct.
- Acacia fragrans Pottier
- Acacia longissima Chopinet
- Acacia provincialis A. Camus[2]
- Acacia retinodes Schltdl. var. floribunda H.Vilm.
- Acacia retinoide Schltr.
- Acacia retinoides Schltr.
- Acacia rhetinoides Schltr.
- Acacia rostellifera sensu auct.
- Acacia semperflorens A. Berger[3]

## Variétés
- Acacia retinodes var. retinodes
- Acacia retinodes var. uncifolia